# Runówko
Runówko – kolonia w Polsce, w województwie wielkopolskim, w powiecie wągrowieckim, w gminie Wągrowiec. Wchodzi w skład sołectwa Runowo.
Do 2023 miejscowość była częścią wsi Runowo.
W latach 1975–1998 Runówko administracyjnie należało do województwa pilskiego.